# Mythimna livida
Mythimna livida är en fjärilsart som beskrevs av Tutt 1891. Mythimna livida ingår i släktet Mythimna och familjen nattflyn. Inga underarter finns listade i Catalogue of Life.